# Meridiano 60 este
El meridiano 60 este es una línea de longitud que se extiende desde el Polo Norte atravesando el Océano Ártico, Europa, Asia, el Océano Índico, el Océano Antártico y la Antártida hasta el Polo Sur.
El meridiano 60 este forma un gran círculo con el meridiano 120 oeste.

## De Polo a Polo
Comenzando en el Polo Norte y dirigiéndose hacia el Polo Sur, el meridiano atraviesa:
| Coordenadas                      | País, territorio o mar | Notas                                                            |
| -------------------------------- | ---------------------- | ---------------------------------------------------------------- |
| 90°0′N 60°0′E / 90.000, 60.000   | Océano Ártico          | Mar de Barents Mar de Kara                                       |
| 81°18′N 60°0′E / 81.300, 60.000  | Rusia                  | Isla Hofmann, Isla Wilczek e Isla Salm, Tierra de Francisco José |
| 79°53′N 60°0′E / 79.883, 60.000  | Mar de Barents         |                                                                  |
| 76°7′N 60°0′E / 76.117, 60.000   | Rusia                  | Isla Séverny, Nueva Zembla                                       |
| 74°42′N 60°0′E / 74.700, 60.000  | Mar de Kara            |                                                                  |
| 70°5′N 60°0′E / 70.083, 60.000   | Rusia                  | Isla Vaigach                                                     |
| 69°41′N 60°0′E / 69.683, 60.000  | Mar de Barents         | Mar de Pechora                                                   |
| 68°41′N 60°0′E / 68.683, 60.000  | Rusia                  |                                                                  |
| 50°49′N 60°0′E / 50.817, 60.000  | Kazajistán             | La frontera con Uzbekistán es el Mar de Aral                     |
| 44°55′N 60°0′E / 44.917, 60.000  | Uzbekistán             |                                                                  |
| 42°13′N 60°0′E / 42.217, 60.000  | Turkmenistán           | Durante aproximadamente 6 km                                     |
| 42°9′N 60°0′E / 42.150, 60.000   | Uzbekistán             | Durante aproximadamente 6 km                                     |
| 42°5′N 60°0′E / 42.083, 60.000   | Turkmenistán           | Durante aproximadamente 9 km                                     |
| 42°0′N 60°0′E / 42.000, 60.000   | Uzbekistán             | Durante aproximadamente 5 km                                     |
| 41°57′N 60°0′E / 41.950, 60.000  | Turkmenistán           |                                                                  |
| 37°2′N 60°0′E / 37.033, 60.000   | Irán                   |                                                                  |
| 25°23′N 60°0′E / 25.383, 60.000  | Océano Índico          | Pasando al este de la costa de Omán                              |
| 60°0′S 60°0′E / -60.000, 60.000  | Océano Antártico       |                                                                  |
| 67°24′S 60°0′E / -67.400, 60.000 | Antártida              | Territorio Antártico Australiano, reclamado por Australia        |